# Єрьомін Станіслав Георгійович
Єрьомін Станіслав Георгійович (26 лютого 1951) — російський баскетболіст.
Бронзовий призер Олімпійських Ігор 1980 року.
Чемпіон світу 1982 року, срібний призер 1978 року.
Чемпіон Європи 1979, 1981 років, срібний призер 1977 року, бронзовий призер 1983 року.